# Genghis Tron
Genghis Tron est un groupe de metal expérimental, originaire de Poughkeepsie, actuellement basé à New York et San Francisco, en Californie. Le groupe signe avec le label Relapse Records avant de faire paraître deux albums au label Crucial Blast.

## Biographie
Genghis Tron participe à des tournées avec d'autres groupes tels que Behold... the Arctopus (en), Converge, Kylesa, Gaza, The Dillinger Escape Plan et The Faint. Leur album Board Up the House, sorti en 2008, est classé dans le « Choix du critique » du New York Times, et se voit également récompensé dans la catégorie « album de l'année » par le magazine Rock Sound.
Fin 2010, les membres du groupe décident de faire une pause pendant un certain temps, mais assurent les fans, par le biais d'un message sur leur profil Myspace, de leur retour.
Le 10 aout 2020, le groupe annonce sur Facebook son retour prochain avec la sortie d'un nouvel album produit par Kurt Ballou (guitariste du groupe Converge) prévu pour 2021. Le départ de Mookie Singerman est également annoncé, membre fondateur et anciennement chanteur et claviériste du groupe. Il est remplacé par Tony Wolski au chant. Nick Yacyshyn, batteur de Sumac et Baptists rejoint également le groupe et devient donc le premier batteur de celui-ci.
Le 26 janvier 2021, le groupe annonce la sortie de l'album "Dream weapon" pour le 26 mars 2021, et en dévoile le morceau éponyme.

## Style musical
Le groupe est noté pour son mélange créatif de metal et de musique électronique. Bien qu'il soit qualifié de cybergrind au début de leur carrière, Genghis Tron développe par la suite une sonorité plus diversifiée, avec l'ajout à son style de metal synth-laden d'éléments d'IDM, de doom metal, de musique électronique et d'ambient.
Sans batteur ni bassiste pour ses 2 premiers albums, le groupe faisait alors usage de séquenceurs comme FL Studio et Ableton Live, et de multiples synthétiseurs (Moog, Alesis et Novation) pour produire ses sons.

## Membres
- Michael Sochynsky - clavier, séquenceur (2004 - 2010, 2020 - présent)
- Hamilton Jordan - guitare, séquenceur (2004 - 2010, 2020 - présent)
- Tony Wolski - chant (2020 - présent)
- Nick Yacyshyn - batterie (2020 - présent)

## Anciens membres
- Mookie Singerman - chant, clavier (2004 - 2010)

## Discographie

### Albums studio
- 2006 : Dead Mountain Mouth
- 2008 : Board Up the House
- 2021 : Dream Weapon

### Démos
- 2004 : Laser Bitch

### EP
- 2005 : Cloak of Love
- 2006 : Cape of Hate
- 2007 : Triple Black Diamond

### Remixes
- 2008 : Board Up The House Remixes Volume 1
- 2008 : Board Up The House Remixes Volume 2
- 2008 : Board Up The House Remixes Volume 3
- 2008 : Board Up The House Remixes Volume 4
- 2009 : Board Up The House Remixes Volume 5

### Autres apparitions
- 2006 : Drum Machinegun
- 2006 : Forging the Future
- 2009 : Underworld: Rise of The Lycans Soundtrack